# Vanquish (gra komputerowa)
Vanquish – gra komputerowa należąca do gatunku strzelanek trzecioosobowych, wyprodukowana przez PlatinumGames i wydana przez Segę 19 października 2010 roku na platformach PlayStation 3 i Xbox 360. 10 maja 2017 roku zapowiedziano wersję na komputery osobiste, której premiera odbędzie się 25 maja 2017 roku.

## Fabuła
Akcja gry rozgrywa się w okresie, w którym na Ziemi zaczyna brakować surowców i dwa największe mocarstwa (Stany Zjednoczone i Rosja) rozpoczynają o nie rywalizację. Pierwsi atakują Rosjanie dowodzeni przez Zajcewa. Przywódca agresorów stawia ultimatum: kapitulacja w ciągu doby albo wojna i zniszczenie Stanów Zjednoczonych. Rząd amerykański nie przystaje na tę propozycję i rozpoczyna kontrofensywę. Gracz wciela się w postać o imieniu Sam, który nosi futurystyczny, supernowoczesny kombinezon bojowy. Wraz z oddziałami United States Marine Corps walczy na frotach z wrogami.

## Rozgrywka
Vanquish to trzecioosobowa strzelanina, w której gracz wciela się w wyposażonego w specjalny kombinezon żołnierza United States Marine Corps — Sama. Główny bohater gry jest w stanie nosić jednocześnie trzy egzemplarz broni, zarazem trzymając w kieszeni granaty i ładunki wybuchowe. W grze występuje system osłon. Ściany budynków, pojazdy lub inne duże przedmioty mogą służyć za osłony (część z nich może ulec destrukcji po dużym ostrzale, lub dużym wybuchu materiałów wybuchowych). Gra korzysta z samoregenerującego się paska zdrowia, jeżeli Sam odniesie rany to włącza się spowolnienie czasu, której daje nam szansę na zabicie wrogów, lub schowanie się za osłonę. W grze występuje interakcja z przedmiotami, główny bohater może np. uruchomić mechanizm windy, lub drzwi.

## Odbiór gry
Gra zdobyła uznanie wśród krytyków, osiągając średnią ocen 83,44% i 84/100 w wersji na PlayStation 3 oraz 83,95% i 84/100 w wersji na Xbox 360 w agregatorach GameRankings i Metacritic.